# Parque natural de Sierra de Aracena y Picos de Aroche
El parque natural de Sierra de Aracena y Picos de Aroche es un espacio natural situado en el norte de la provincia de Huelva (Andalucía, España), declarado parque natural por la Junta de Andalucía el 18 de julio de 1989.
Cuenta con una superficie de 186 827 ha, repartidas entre los términos municipales de Alájar, Almonaster la Real, Aracena, Aroche, Arroyomolinos de León, Cala, Cañaveral de León, Castaño del Robledo, Corteconcepción, Cortegana, Cortelazor, Cumbres de Enmedio, Cumbres de San Bartolomé, Cumbres Mayores, Encinasola, Fuenteheridos, Galaroza, Higuera de la Sierra, Hinojales, Jabugo, Linares de la Sierra, Los Marines, La Nava, Puerto Moral, Santa Ana la Real, Santa Olalla del Cala, Valdelarco y Zufre. Tiene una población aproximada de 41 000 habitantes.
Forma parte de la reserva de la biosfera Dehesas de Sierra Morena junto con el parque natural Sierra Morena de Sevilla y el parque natural de la Sierra de Hornachuelos, en la de Córdoba. Este parque está adherido a la Carta Europea de Turismo Sostenible (CETS). Otras figuras de protección que recaen en el espacio: Lugares de Interés Comunitario (LIC Sierra de Aracena y Picos de Aroche), Zona de Especial Protección para las Aves (ZEPA Sierra de Aracena y Picos de Aroche).

## Características
El parque ocupa una superficie de 186 827 ha, siendo el segundo en tamaño de la comunidad autónoma, después del parque natural de las Sierras de Cazorla, Segura y Las Villas. Está surcado por una red fluvial recogida en tres cuencas hidrográficas: la del Guadalquivir (Rivera de Huelva), del Guadiana (Caliente, Río Múrtigas, Ingenio) y del Odiel (Rivera de Linares, Rivera de Santa Ana).

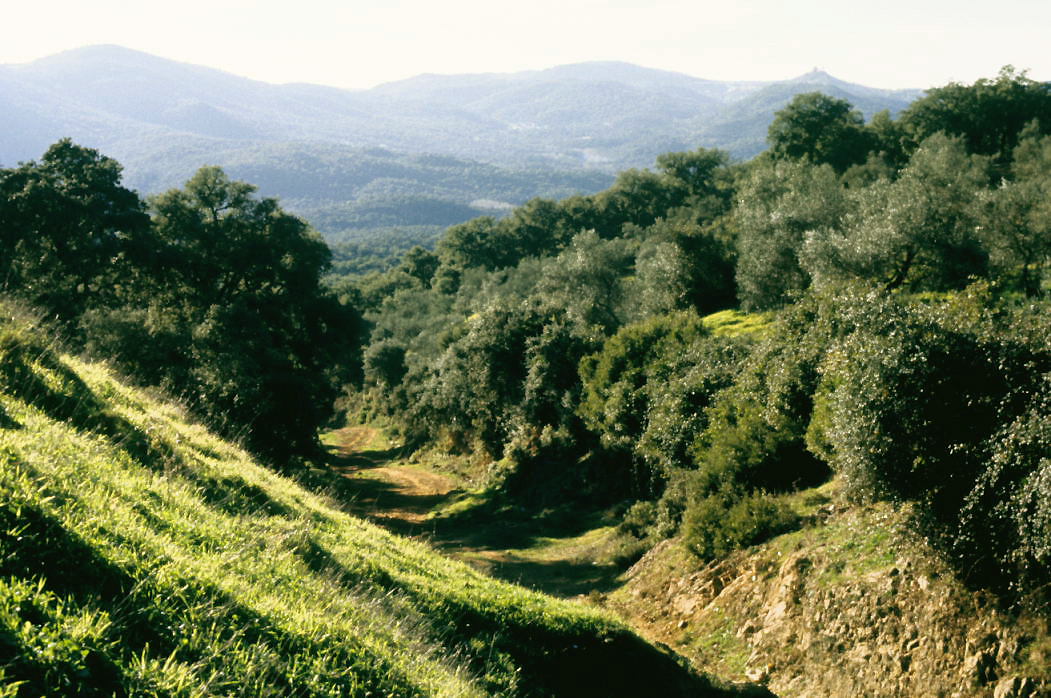
Paisaje de la sierra de Aracena

Posee una extensa masa forestal, propiciada por un clima suave con una alta pluviosidad.
Entre los mamíferos del parque se pueden observar meloncillos, ginetas o nutrias. La avifauna también es diversa, es hábitat de buitres, milanos y cigüeñas negras, entre otras especies.
Es una región ganadera que se beneficia de su espesa vegetación esclerófila de encinas y alcornoques y que, al ser muy castigada por la tala de roza, está dando paso a un matorral denso de brezos, lentiscos, madroños y tomillo. Hay algunos núcleos con poblaciones de Quercus pyrenaica. La ganadería porcina, criada en montanera, el lanar trashumante en decadencia, y el vacuno, que acaba de iniciar su adaptación, permiten el sostén de grandes propiedades de dehesa. Sus escasas posibilidades económicas, más allá de la venta de jamones, explican su baja densidad de población.

## Turismo

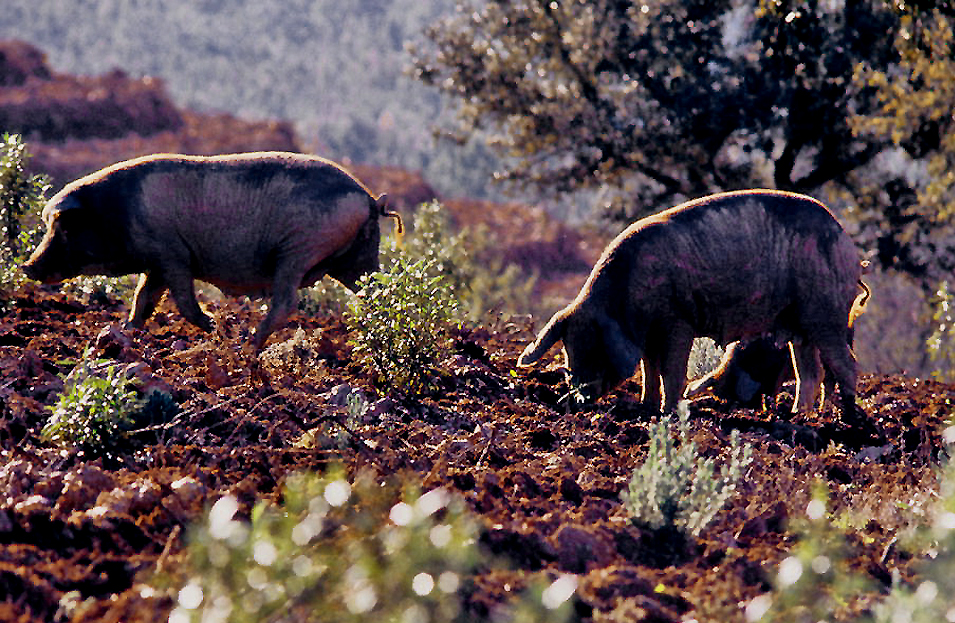
Cerdos ibéricos en la zona

El interés de la visita a este parque se justifica por la riqueza de sus paisajes de dehesas de encinas y alcornoques, de bosques de castaños y de bosques de ribera; así como por la calidad de sus productos gastronómicos, entre ellos el jamón ibérico de bellota de la Denominación de Origen Protegida Jabugo.
Destaca el uso de frutos naturales del parque para la elaboración de productos tradicionales, como los licores, que por maceración de guindas, castañas o hierbas, consiguen caldos de gran valor. Una de las destilerías más antiguas de España, fundada en 1870, Destilerías Martes Santo, posee un museo de entrada gratuita y degustación gratis de sus productos en plena travesía de la localidad de Higuera de la Sierra, donde en un edificio del arquitecto Aníbal González, realizan un recorrido etnográfico en la relación del medio natural y la utilización del mismo para el uso de productos tradicionales que conviven con respeto donde se desarrollan.
En cuanto a atractivos naturales, destaca, entre otros, el Monte Bonales, el punto más alto de la provincia de Huelva, en el término de Arroyomolinos de León. Otro de los grandes atractivos del parque es la Gruta de las Maravillas, en Aracena.

## Amenazas
Existe un proyecto para "acondicionar" la N-433 (que es en realidad una transformación en vía rápida) que atraviesa el parque comunicando Sevilla con la frontera portuguesa. Sin embargo, el proyecto, diseñado para ampliar la capacidad de la vía, ha sido ampliamente contestado por los vecinos y ecologistas debido a la fragmentación del territorio e impacto ambiental de la obra.